# 神戸松之輔
神戸 松之輔（かんべ まつのすけ、1867年4月15日（慶応3年3月11日） - 1929年（昭和4年）4月3日）は、日本の政治家、衆議院議員（2期）。

## 経歴
播磨国飾東郡姫路（現兵庫県姫路市）出身。姫路銀行頭取、姫路瓦斯(株)社長となる。
1904年の第9回衆議院議員総選挙において姫路市選挙区から立憲政友会公認で立候補して当選した。1908年の第10回衆議院議員総選挙でも再選した。1912年の第11回衆議院議員総選挙には出馬しなかった。1929年に死去した。